# Psychosoziale Versorgung von Kindern und Jugendlichen
Psychosoziale Versorgung von Kindern und Jugendlichen ist ein Begriff aus dem Bereich der „psychosozialen Arbeit“ sowie der „Sozialpsychiatrie“ und bezeichnet die Versorgung von Kindern und Jugendlichen einer Bevölkerung mit psychosozialen Dienstleistungen, die darauf abzielen, psychisches Leid und psychische Störungen bei Kindern und Jugendlichen nach Möglichkeit von vornherein zu verhindern oder wenigstens abzumildern und damit kurative Maßnahmen auf ein Mindestmaß zu beschränken. Der Begriff erstreckt sich über die Bereiche Gesundheit, Soziales/Jugendwohlfahrt, Schule und anderes mehr.

## Nähere begriffliche Eingrenzungen

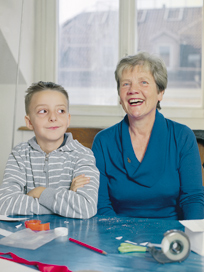
Mit Unterstützung bei Sprache und Hausaufgaben versuchen Mitarbeiter der „Arche“ in Zürich, das Selbstvertrauen der Kinder und Jugendlichen für den Schulalltag zu stärken (Foto vom März 2014).

Unter dieser Begrifflichkeit zu verstehen ist, dass das Wohlergehen von Kindern und Jugendlichen hinsichtlich Psyche, familiäre Bindungen und soziale Beziehungen und ebenso hinsichtlich Gesundheit gewährleistet ist. Die ambulanten („aufsuchenden“) und stationären psychosozialen Versorgungsleistungen umfassen neben Information und Aufklärung über psychische Erkrankungen auch Maßnahmen zur Früherkennung und Prävention, Diagnostik und Therapie (zur Rehabilitation), Krisenintervention, Beratung und Betreuung. Die Gewährleistung einer umfassenden psychosozialen Versorgung von Kindern und Jugendlichen ist auch ein wichtiges gesundheitspolitisches Thema.

## Zu adressierende Handlungsfelder
Handlungsfelder für professionell Tätige im Bereich der psychosozialen Arbeit mit Kindern und Jugendlichen sowie deren sozialpsychiatrischer Behandlung können unter anderem folgende sein (Nennung ohne Anspruch auf Vollständigkeit):
- schwere Erkrankungen,[7]
- körperliche oder psychische Gewalterfahrung in der Familie[8] oder im Umfeld,[9]
- Ausübung von Leistungsdruck durch die Eltern im Kontext von Schule,
- Leiden unter einer elterlichen Scheidung oder deren Folgen,[10][11]
- Misshandlung und/oder Vernachlässigung durch die Eltern oder durch Menschen aus dem Umfeld,[12]
- Kontrollverlust durch exzessiven Gebrauch von Computer oder Smartphone (Ballerspiele, exzessives Internetsurfen),
- Leiden unter Mobbing[13] oder Gehänseltwerden,
- Erfahrungen von Flucht, Vertreibung, Fremde (etwa bei geflohenen Kindern und Jugendlichen, wobei zwischen elterlich begleiteten und unbegleiteten[14][15] üblicherweise differenziert wird),[16]
- Inkonfliktgeraten mit dem Gesetz, Straffälligkeit,[17]
- Alleinsein (wie etwa unter den Bedingungen der Corona-Pandemie),[18]
- Suchtprobleme,[19]
- Schwangerschaft im Jugendalter.[20]

## Wissenschaftliche Eruierung der Versorgungssituation in Österreich und Analysen in Bezug auf Deutschland
Wissenschaftliche Ergebnisberichte im Auftrag der österreichischen Bundesgesundheitsagentur zeigen, dass unter den vorherrschenden Erkrankungen von Kindern und Jugendlichen in Österreich ein Wandel zu beobachten ist: Während vormals vor allem Infektionskrankheiten prädominierten, haben, von 2016 aus zurückblickend, im davor liegenden Jahrzehnt langanhaltende seelische Leiden an Bedeutung gewonnen, insbesondere Störungen und Beeinträchtigungen im psychosozialen Bereich.
Auch in Deutschland werden im Hinblick auf die psychosoziale Versorgungssituation von Kindern und Jugendlichen von Zeit zu Zeit Versorgungsanalysen betrieben. Die in Deutschland wiederkehrend durchgeführte Studie „BEfragung zum seeLischen WohLbefinden und VerhAlten“ (BELLA) untersucht die psychische Gesundheit und gesundheitsbezogene Lebensqualität von Kindern und Jugendlichen in Deutschland. Die BELLA-Studie ist ein Zusatzmodul der Studie zur Gesundheit von Kindern und Jugendlichen in Deutschland (KiGGS), welche im Rahmen der Bundesgesundheitsberichterstattung am Robert-Koch-Institut durchgeführt wird.
Die Erhebung der KiGGS- und BELLA-Basisdaten fand zwischen 2003 und 2006 statt. Dabei umfasste die BELLA-Studie eine repräsentative Unterstichprobe von KiGGS mit ca. 3.000 Kindern und Jugendlichen im Alter von 7 bis 17 Jahren. Anschließend fanden von 2004 bis 2008 zwei Nachbefragungen (BELLA Welle 1 und Welle 2) im Abstand von jeweils einem Jahr in Form von Fragebögen und telefonischen Interviews statt. Parallel zu KiGGS Welle 1 und KiGGS Welle 2 wurden ebenfalls BELLA-Befragungen durchgeführt (BELLA Welle 3: 2009–2012, BELLA Welle 4: 2014–2017). Mit den Informationen aus der BELLA-Studie können Fragen zu dem von der statistischen Auswertung erfassten Verlauf von psychischen Erkrankungen im Kindes- und Jugendalter beantwortet werden. Darüber hinaus können sowohl Auswirkungen von Risiko- und Schutzfaktoren, als auch Bedarfe und die Qualität in der Versorgung dargestellt werden.
Aktuell ist die BELLA Welle 4 (2014–2017) abgeschlossen. An der Befragung nahm eine KiGGS-Unterstichprobe von circa 3.500 jungen Menschen im Alter von 7 bis 31 Jahren teil. Die vierte Welle wurde erstmals als reine Onlinebefragung durchgeführt. Dabei wurden sowohl die Eltern jüngerer Kinder (7 bis 13 Jahre) befragt, als auch die Kinder, Jugendlichen und jungen Erwachsenen selbst (ab 11 Jahre). Neben Instrumenten zu psychischen Auffälligkeiten und Versorgung wurde erstmals ein dynamisches Messinstrument – ein computer-adaptiver Test (CAT) – zur Erfassung der gesundheitsbezogenen Lebensqualität eingesetzt. Mittlerweile liegen für BELLA Welle 4 erste Auswertungsresultate vor.